# حمراء (روستا)
 حمراء  به عربی ( الَحمراء )، روستایی است در دهستان ناحیه از توابع استان شبوه در کشور یمن در شبه جزیره عربستان. 

## جمعیت
جمعیت آن (۱۰۰ ) نفر (۱۳ خانوار) می‌باشد.